# Sepp Amschl
Sepp Amschl (* 12. März 1878 in Mureck; † 17. Juli 1943 in Graz) war ein österreichischer Lehrer und Komponist.

## Leben

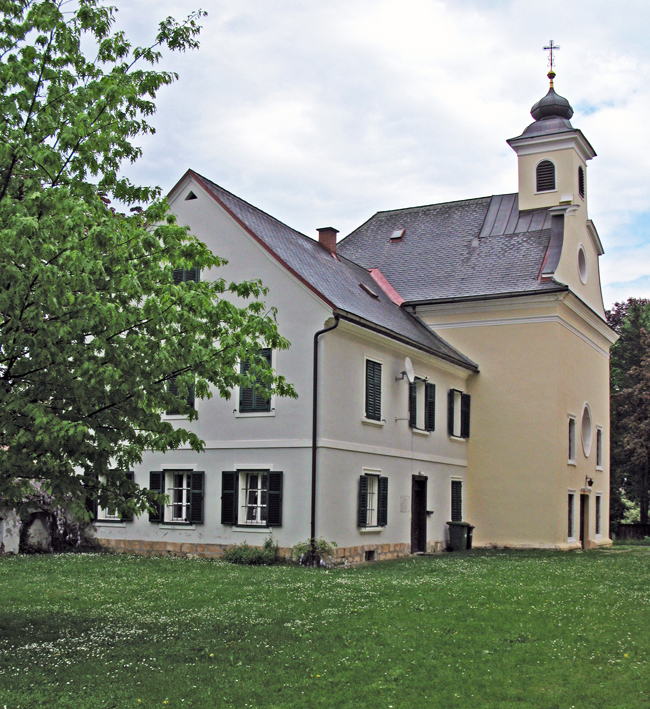
Sepp Amschls Geburtshaus mit der Patriziuskapelle am Murecker Kirchplatz. (April 2014)

Sepp Amschl, eigentlich Josef Gregorius Amschl, wurde als Sohn einer angesehenen Murecker Familie in dem seinerzeit etwa 1500 Einwohner zählenden und an der deutsch-slowenischen Sprachgrenze gelegenen steirischen Marktflecken geboren. Durch seinen Vater Anton Johannes Amschl (1843–1911), der als Lehrer, Organist und erster Chormeister (Regenschori) des örtlichen Gesangvereins in Mureck wirkte, kam er frühzeitig mit der Musik in Berührung.
Als Absolvent der Lehrerbildungsanstalt in Graz schloss Amschl seine Ausbildung im Jahre 1897 ab und wirkte alsdann bis 1926 als Lehrer an staatlichen Schulen, vorwiegend in Zeltweg und Eggenberg bei Graz. Neben seiner beruflichen Tätigkeit betrieb Amschl ein Musikstudium, für das er 1912 in Wien die Staatsprüfung in Gesang, Harmonielehre und Musikgeschichte ablegte.
Amschl schuf als Komponist  hauptsächlich Lieder mit lyrischem Charakter. Daneben sind von ihm auch etliche Chorwerke und eine Festmesse für Chor, Orgel und Orchester bekannt. Sepp Amschl verstarb 65-jährig als Schuldirektor im Ruhestand nach längerer Krankheit in Graz.

## Auszeichnungen und Ehrungen

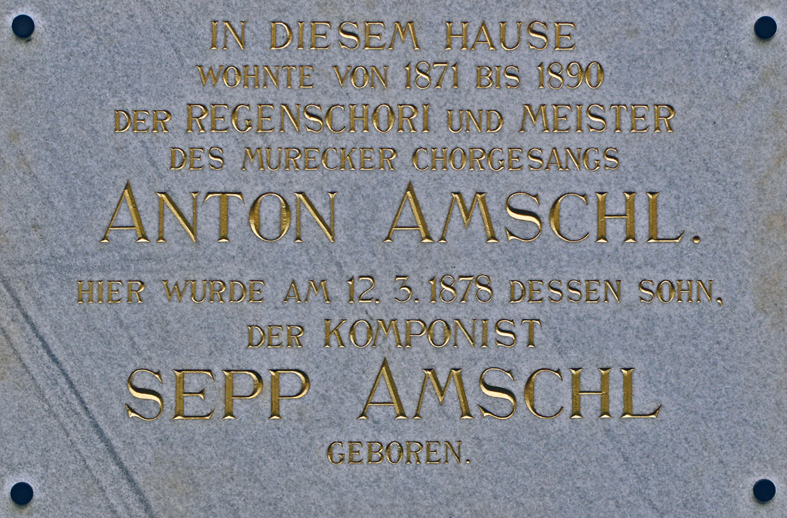
Gedenktafel für Sepp Amschl und seinen Vater am Murecker Kirchplatz. (April 2014)

- In Mureck ist die Sepp Amschl-Straße nach ihm benannt.
- An seinem Geburtshaus in Mureck, Kirchplatz Nr. 4, ist eine Gedenktafel angebracht.